# Mansonia amazonensis
Mansonia amazonensis är en tvåvingeart som först beskrevs av Theobald 1901.  Mansonia amazonensis ingår i släktet Mansonia och familjen stickmyggor. Inga underarter finns listade i Catalogue of Life.